# Paraceras brevimanubrium
Paraceras brevimanubrium är en loppart som beskrevs av Li Kueichen et Huang Kueiping 1979. Paraceras brevimanubrium ingår i släktet Paraceras och familjen fågelloppor. Inga underarter finns listade i Catalogue of Life.